# Перуцці
Перуцці — знатна родина Флоренції. Перуцці очолювали торговельну компанію (друга половина XIII — перша половина XIV ст.), що займалася експортом вовни з Англії та хліба з Неаполітанського королівства, а також обмінними операціями на Шампанських ярмарках. Перуцці володіли значним капіталом, займалися банківськими операціями. На гроші родини Перуцці, як, втім, і інших банкірів Флоренції, велася Столітня Війна. Перуцці позичали гроші як королям, так і римській курії, чернечим орденам. Філії компанії Перуцці знаходилися у Венеції, Генуї, Пізі, Неаполі, Авіньйоні, Брюгге, Лондоні, Парижі. Перуцці зазнали краху в 1343 році через відмову королів погасити борги.